# شاورية وبرية الكأس
شاورية وبرية الكأس (الاسم العلمي:Schaueria calicotricha) هي نوع من النباتات يتبع جنس الشاورية من الفصيلة الأقنتية.